# والیبال قهرمانی مردان جهان ۱۹۵۲
والیبال قهرمانی مردان جهان ۱۹۵۲ دومین دوره از رقابت‌های قهرمانی جهان می‌باشد که از ۱۷ تا ۲۹ اوت ۱۹۵۲ در مسکو، اتحاد جماهیر سوسیالیستی شوروی برگزار گردید. ۱۱ تیم در این رویداد شرکت کردند و در پایان تیم اتحاد جماهیر شوروی با برتری در دور شش تیم نهایی که به صورت نوبت‌گردشی انجام شد، برای دومین بار پیاپی به عنوان نخست رقابت‌ها دست یافت.

## گروه‌بندی
| گروه A - بلغارستان - فنلاند - مجارستان - لهستان | گروه B - رومانی - اسرائیل - لبنان - اتحاد جماهیر شوروی | گروه C - چکسلواکی - فرانسه - هند |

## دور مقدماتی

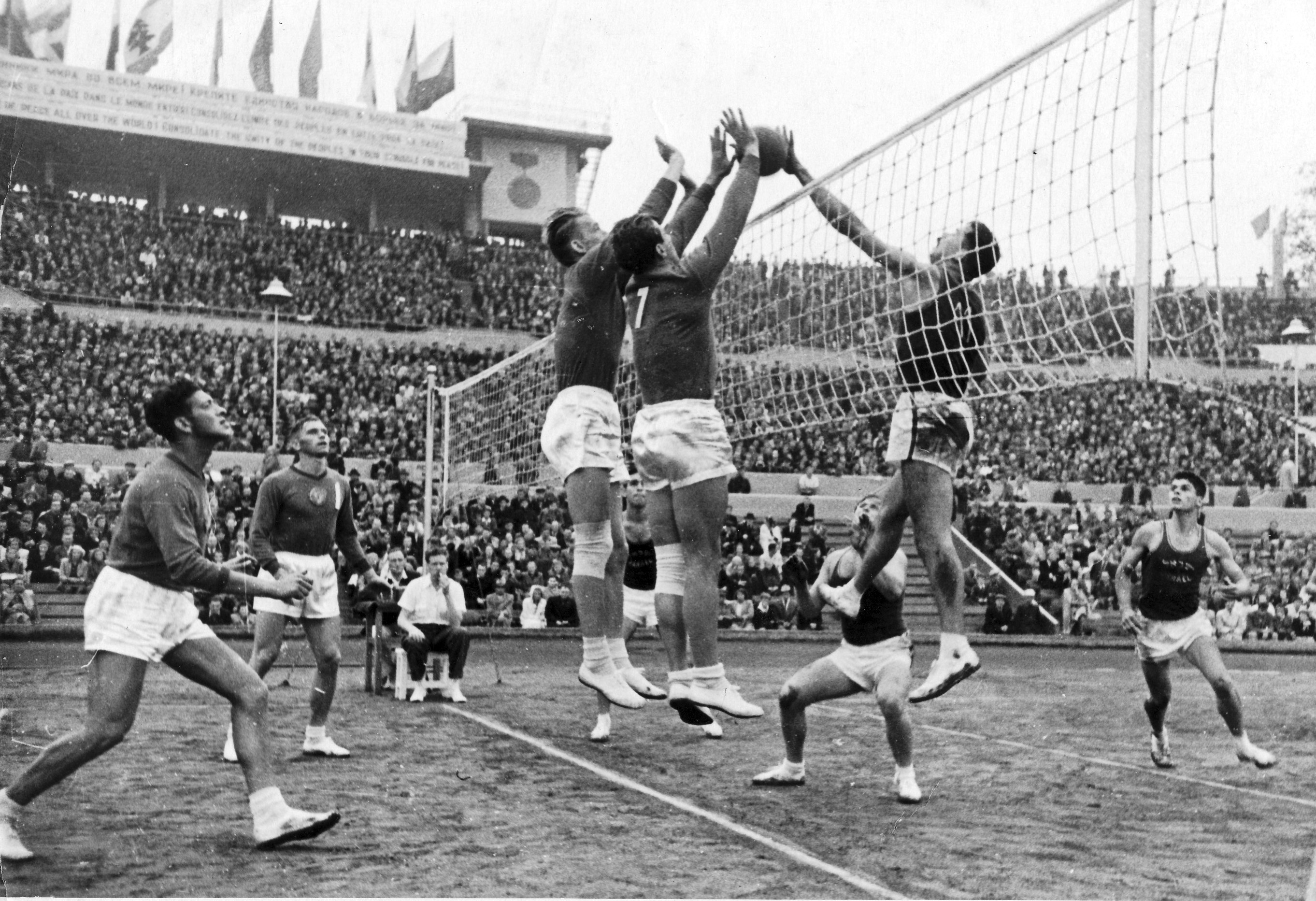
اسرائیل مقابل اتحاد جماهیر شوروی، قهرمانی مردان جهان ۱۹۵۲

|  | راه‌یافته به دور نهایی                           |
|  | راه‌یافته به دور رده‌بندی مکان‌های هفتم تا دوازدهم |

### گروه A
|      |           |          | مسابقات | مسابقات | ست‌ها | ست‌ها | ست‌ها  | امتیازها | امتیازها | امتیازها |
| رتبه | تیم       | امتیازها | برد     | باخت    | برد  | باخت | نسبت  | برد      | باخت     | نسبت     |
| ---- | --------- | -------- | ------- | ------- | ---- | ---- | ----- | -------- | -------- | -------- |
| ۱    | مجارستان  | ۶        | ۳       | ۰       | ۹    | ۳    | ۳٫۰۰۰ | ۱۶۳      | ۱۱۳      | ۱٫۴۴۲    |
| ۲    | بلغارستان | ۵        | ۲       | ۱       | ۷    | ۳    | ۲٫۳۳۳ | ۱۴۲      | ۸۲       | ۱٫۷۳۲    |
| ۳    | لهستان    | ۴        | ۱       | ۲       | ۵    | ۶    | ۰٫۸۳۳ | ۱۲۳      | ۱۲۷      | ۰٫۹۶۹    |
| ۴    | فنلاند    | ۳        | ۰       | ۳       | ۰    | ۹    | ۰٫۰۰۰ | ۲۹       | ۱۳۵      | ۰٫۲۱۵    |

| تاریخ  |           | نتیجه |           | ست ۱  | ست ۲  | ست ۳  | ست ۴  | ست ۵ | مجموع |
| ------ | --------- | ----- | --------- | ----- | ----- | ----- | ----- | ---- | ----- |
| ۱۷ اوت | مجارستان  | ۳–۱   | بلغارستان | ۱۵–۱۳ | ۱۶–۱۴ | ۹–۱۵  | ۱۵–۱۰ |      | ۵۵–۵۲ |
| ۱۷ اوت | لهستان    | ۳–۰   | فنلاند    | ۱۵–۸  | ۱۵–۵  | ۱۵–۶  |       |      | ۴۵–۱۹ |
| ۱۹ اوت | مجارستان  | ۳–۲   | لهستان    | ۸–۱۵  | ۱۰–۱۵ | ۱۵–۹  | ۱۵–۱۰ | ۱۵–۷ | ۶۳–۵۶ |
| ۱۹ اوت | بلغارستان | ۳–۰   | فنلاند    | ۱۵–۲  | ۱۵–۰  | ۱۵–۳  |       |      | ۴۵–۵  |
| ۲۰ اوت | مجارستان  | ۳–۰   | فنلاند    | ۱۵–۱  | ۱۵–۱  | ۱۵–۳  |       |      | ۴۵–۵  |
| ۲۰ اوت | بلغارستان | ۳–۰   | لهستان    | ۱۵–۷  | ۱۵–۵  | ۱۵–۱۰ |       |      | ۴۵–۲۲ |

### گروه B
|      |                    |          | مسابقات | مسابقات | ست‌ها | ست‌ها | ست‌ها  | امتیازها | امتیازها | امتیازها |
| رتبه | تیم                | امتیازها | برد     | باخت    | برد  | باخت | نسبت  | برد      | باخت     | نسبت     |
| ---- | ------------------ | -------- | ------- | ------- | ---- | ---- | ----- | -------- | -------- | -------- |
| ۱    | اتحاد جماهیر شوروی | ۶        | ۳       | ۰       | ۹    | ۰    | MAX   | ۱۳۵      | ۳۵       | ۳٫۸۵۷    |
| ۲    | رومانی             | ۵        | ۲       | ۱       | ۶    | ۳    | ۲٫۰۰۰ | ۱۱۰      | ۷۹       | ۱٫۳۹۲    |
| ۳    | اسرائیل            | ۴        | ۱       | ۲       | ۳    | ۶    | ۰٫۵۰۰ | ۷۵       | ۱۱۶      | ۰٫۶۴۷    |
| ۴    | لبنان              | ۳        | ۰       | ۳       | ۰    | ۹    | ۰٫۰۰۰ | ۴۶       | ۱۳۶      | ۰٫۳۳۸    |

| تاریخ  |                    | نتیجه |         | ست ۱  | ست ۲  | ست ۳ | ست ۴ | ست ۵ | مجموع |
| ------ | ------------------ | ----- | ------- | ----- | ----- | ---- | ---- | ---- | ----- |
| ۱۷ اوت | رومانی             | ۳–۰   | لبنان   | ۱۵–۹  | ۱۵–۱  | ۱۵–۲ |      |      | ۴۵–۱۲ |
| ۱۷ اوت | اتحاد جماهیر شوروی | ۳–۰   | اسرائیل | ۱۵–۲  | ۱۵–۴  | ۱۵–۱ |      |      | ۴۵–۷  |
| ۱۹ اوت | اسرائیل            | ۳–۰   | لبنان   | ۱۵–۶  | ۱۶–۱۴ | ۱۵–۶ |      |      | ۴۶–۲۶ |
| ۱۹ اوت | اتحاد جماهیر شوروی | ۳–۰   | رومانی  | ۱۵–۱۰ | ۱۵–۲  | ۱۵–۸ |      |      | ۴۵–۲۰ |
| ۲۰ اوت | رومانی             | ۳–۰   | اسرائیل | ۱۵–۱۰ | ۱۵–۷  | ۱۵–۵ |      |      | ۴۵–۲۲ |
| ۲۰ اوت | اتحاد جماهیر شوروی | ۳–۰   | لبنان   | ۱۵–۱  | ۱۵–۱  | ۱۵–۶ |      |      | ۴۵–۸  |

### گروه C
|      |          |          | مسابقات | مسابقات | ست‌ها | ست‌ها | ست‌ها  | امتیازها | امتیازها | امتیازها |
| رتبه | تیم      | امتیازها | برد     | باخت    | برد  | باخت | نسبت  | برد      | باخت     | نسبت     |
| ---- | -------- | -------- | ------- | ------- | ---- | ---- | ----- | -------- | -------- | -------- |
| ۱    | چکسلواکی | ۴        | ۲       | ۰       | ۶    | ۰    | MAX   | ۹۰       | ۳۰       | ۳٫۰۰۰    |
| ۲    | فرانسه   | ۳        | ۱       | ۱       | ۳    | ۳    | ۱٫۰۰۰ | ۵۴       | ۶۴       | ۰٫۸۴۴    |
| ۳    | هند      | ۲        | ۰       | ۲       | ۰    | ۶    | ۰٫۰۰۰ | ۴۰       | ۹۰       | ۰٫۴۴۴    |

| تاریخ  |          | نتیجه |        | ست ۱  | ست ۲ | ست ۳ | ست ۴ | ست ۵ | مجموع |
| ------ | -------- | ----- | ------ | ----- | ---- | ---- | ---- | ---- | ----- |
| ۱۸ اوت | چکسلواکی | ۳–۰   | فرانسه | ۱۵–۴  | ۱۵–۲ | ۱۵–۳ |      |      | ۴۵–۹  |
| ۱۹ اوت | فرانسه   | ۳–۰   | هند    | ۱۵–۹  | ۱۵–۳ | ۱۵–۷ |      |      | ۴۵–۱۹ |
| ۲۰ اوت | چکسلواکی | ۳–۰   | هند    | ۱۵–۱۰ | ۱۵–۳ | ۱۵–۸ |      |      | ۴۵–۲۱ |

## دور نهایی

### مکان‌های هفتم تا یازدهم
|      |         |          | مسابقات | مسابقات | ست‌ها | ست‌ها | ست‌ها  | امتیازها | امتیازها | امتیازها |
| رتبه | تیم     | امتیازها | برد     | باخت    | برد  | باخت | نسبت  | برد      | باخت     | نسبت     |
| ---- | ------- | -------- | ------- | ------- | ---- | ---- | ----- | -------- | -------- | -------- |
| ۷    | لهستان  | ۸        | ۴       | ۰       | ۱۲   | ۰    | MAX   | ۱۸۱      | ۵۰       | ۳٫۶۲۰    |
| ۸    | هند     | ۷        | ۳       | ۱       | ۹    | ۳    | ۳٫۰۰۰ | ۱۶۸      | ۱۰۳      | ۱٫۶۳۱    |
| ۹    | لبنان   | ۶        | ۲       | ۲       | ۶    | ۹    | ۰٫۶۶۷ | ۱۶۷      | ۱۸۶      | ۰٫۸۹۸    |
| ۱۰   | اسرائیل | ۵        | ۱       | ۳       | ۵    | ۹    | ۰٫۵۵۶ | ۱۳۸      | ۱۸۳      | ۰٫۷۵۴    |
| ۱۱   | فنلاند  | ۴        | ۰       | ۴       | ۱    | ۱۲   | ۰٫۰۸۳ | ۵۸       | ۱۹۰      | ۰٫۳۰۵    |

| تاریخ  |         | نتیجه |         | ست ۱  | ست ۲  | ست ۳  | ست ۴  | ست ۵  | مجموع |
| ------ | ------- | ----- | ------- | ----- | ----- | ----- | ----- | ----- | ----- |
| ۲۲ اوت | لبنان   | ۳–۲   | اسرائیل | ۱۵–۱۷ | ۱۲–۱۵ | ۱۵–۹  | ۱۶–۱۴ | ۱۶–۱۴ | ۷۴–۶۹ |
| ۲۲ اوت | لهستان  | ۳–۰   | هند     | ۱۵–۱۲ | ۱۵–۷  | ۱۶–۱۴ |       |       | ۴۶–۳۳ |
| ۲۳ اوت | هند     | ۳–۰   | فنلاند  | ۱۵–۴  | ۱۵–۱  | ۱۵–۴  |       |       | ۴۵–۹  |
| ۲۳ اوت | لهستان  | ۳–۰   | اسرائیل | ۱۵–۱  | ۱۵–۴  | ۱۵–۱  |       |       | ۴۵–۶  |
| ۲۴ اوت | هند     | ۳–۰   | لبنان   | ۱۵–۷  | ۱۵–۱۱ | ۱۵–۱۲ |       |       | ۴۵–۳۰ |
| ۲۴ اوت | لهستان  | ۳–۰   | فنلاند  | ۱۵–۰  | ۱۵–۱  | ۱۵–۲  |       |       | ۴۵–۳  |
| ۲۵ اوت | هند     | ۳–۰   | اسرائیل | ۱۵–۶  | ۱۵–۳  | ۱۵–۹  |       |       | ۴۵–۱۸ |
| ۲۵ اوت | لبنان   | ۳–۱   | فنلاند  | ۱۵–۵  | ۱۵–۴  | ۱۰–۱۵ | ۱۵–۳  |       | ۵۵–۲۷ |
| ۲۶ اوت | اسرائیل | ۳–۰   | فنلاند  | ۱۵–۱۰ | ۱۵–۸  | ۱۵–۱  |       |       | ۴۵–۱۹ |
| ۲۶ اوت | لهستان  | ۳–۰   | لبنان   | ۱۵–۲  | ۱۵–۴  | ۱۵–۲  |       |       | ۴۵–۸  |

### قهرمانی
|      |                    |          | مسابقات | مسابقات | ست‌ها | ست‌ها | ست‌ها  | امتیازها | امتیازها | امتیازها |
| رتبه | تیم                | امتیازها | برد     | باخت    | برد  | باخت | نسبت  | برد      | باخت     | نسبت     |
| ---- | ------------------ | -------- | ------- | ------- | ---- | ---- | ----- | -------- | -------- | -------- |
| ۱    | اتحاد جماهیر شوروی | ۱۰       | ۵       | ۰       | ۱۵   | ۰    | MAX   | ۲۲۵      | ۱۱۴      | ۱٫۹۷۴    |
| ۲    | چکسلواکی           | ۹        | ۴       | ۱       | ۱۲   | ۷    | ۱٫۷۱۴ | ۲۵۳      | ۱۹۴      | ۱٫۳۰۴    |
| ۳    | بلغارستان          | ۸        | ۳       | ۲       | ۱۱   | ۹    | ۱٫۲۲۲ | ۲۶۵      | ۲۵۵      | ۱٫۰۳۹    |
| ۴    | رومانی             | ۷        | ۲       | ۳       | ۷    | ۱۲   | ۰٫۵۸۳ | ۲۰۹      | ۲۶۲      | ۰٫۷۹۸    |
| ۵    | مجارستان           | ۶        | ۱       | ۴       | ۷    | ۱۲   | ۰٫۵۸۳ | ۲۱۸      | ۲۶۴      | ۰٫۸۲۶    |
| ۶    | فرانسه             | ۵        | ۰       | ۵       | ۳    | ۱۵   | ۰٫۲۰۰ | ۱۸۰      | ۲۶۱      | ۰٫۶۹۰    |

| تاریخ  |                    | نتیجه |           | ست ۱  | ست ۲  | ست ۳  | ست ۴  | ست ۵ | مجموع |
| ------ | ------------------ | ----- | --------- | ----- | ----- | ----- | ----- | ---- | ----- |
| ۲۲ اوت | چکسلواکی           | ۳–۰   | فرانسه    | ۱۵–۱۰ | ۱۵–۶  | ۱۵–۶  |       |      | ۴۵–۲۲ |
| ۲۲ اوت | اتحاد جماهیر شوروی | ۳–۰   | مجارستان  | ۱۵–۳  | ۱۵–۳  | ۱۵–۱۲ |       |      | ۴۵–۱۸ |
| ۲۳ اوت | بلغارستان          | ۳–۱   | رومانی    | ۱۶–۱۴ | ۱۲–۱۵ | ۱۶–۱۴ | ۱۵–۹  |      | ۵۹–۵۲ |
| ۲۳ اوت | چکسلواکی           | ۳–۲   | مجارستان  | ۱۵–۱۳ | ۱۱–۱۵ | ۱۳–۱۵ | ۱۵–۹  | ۱۵–۵ | ۶۹–۵۷ |
| ۲۴ اوت | بلغارستان          | ۳–۱   | فرانسه    | ۱۵–۱۱ | ۱۵–۱۱ | ۱۰–۱۵ | ۱۵–۴  |      | ۵۵–۴۱ |
| ۲۴ اوت | اتحاد جماهیر شوروی | ۳–۰   | رومانی    | ۱۵–۵  | ۱۵–۶  | ۱۵–۱۰ |       |      | ۴۵–۲۱ |
| ۲۵ اوت | اتحاد جماهیر شوروی | ۳–۰   | بلغارستان | ۱۵–۱۱ | ۱۵–۱۰ | ۱۵–۵  |       |      | ۴۵–۲۶ |
| ۲۶ اوت | چکسلواکی           | ۳–۰   | رومانی    | ۱۵–۳  | ۱۵–۴  | ۱۵–۳  |       |      | ۴۵–۱۰ |
| ۲۶ اوت | مجارستان           | ۳–۰   | فرانسه    | ۱۵–۶  | ۱۶–۱۴ | ۱۵–۹  |       |      | ۴۶–۲۹ |
| ۲۷ اوت | رومانی             | ۳–۱   | مجارستان  | ۱۵–۱۱ | ۱۱–۱۵ | ۱۵–۱۱ | ۱۵–۱۳ |      | ۵۶–۵۰ |
| ۲۷ اوت | اتحاد جماهیر شوروی | ۳–۰   | فرانسه    | ۱۵–۶  | ۱۵–۱۱ | ۱۵–۸  |       |      | ۴۵–۲۵ |
| ۲۷ اوت | چکسلواکی           | ۳–۲   | بلغارستان | ۱۲–۱۵ | ۱۳–۱۵ | ۱۵–۱۳ | ۱۵–۱۳ | ۱۵–۴ | ۷۰–۶۰ |
| ۲۸ اوت | رومانی             | ۳–۲   | فرانسه    | ۱۵–۱۲ | ۱۵–۱۱ | ۱۴–۱۶ | ۱۱–۱۵ | ۱۵–۹ | ۷۰–۶۳ |
| ۲۹ اوت | بلغارستان          | ۳–۱   | مجارستان  | ۱۵–۸  | ۲۰–۲۲ | ۱۵–۱۳ | ۱۵–۴  |      | ۶۵–۴۷ |
| ۲۹ اوت | اتحاد جماهیر شوروی | ۳–۰   | چکسلواکی  | ۱۵–۱۱ | ۱۵–۷  | ۱۵–۶  |       |      | ۴۵–۲۴ |

## جدول نهایی

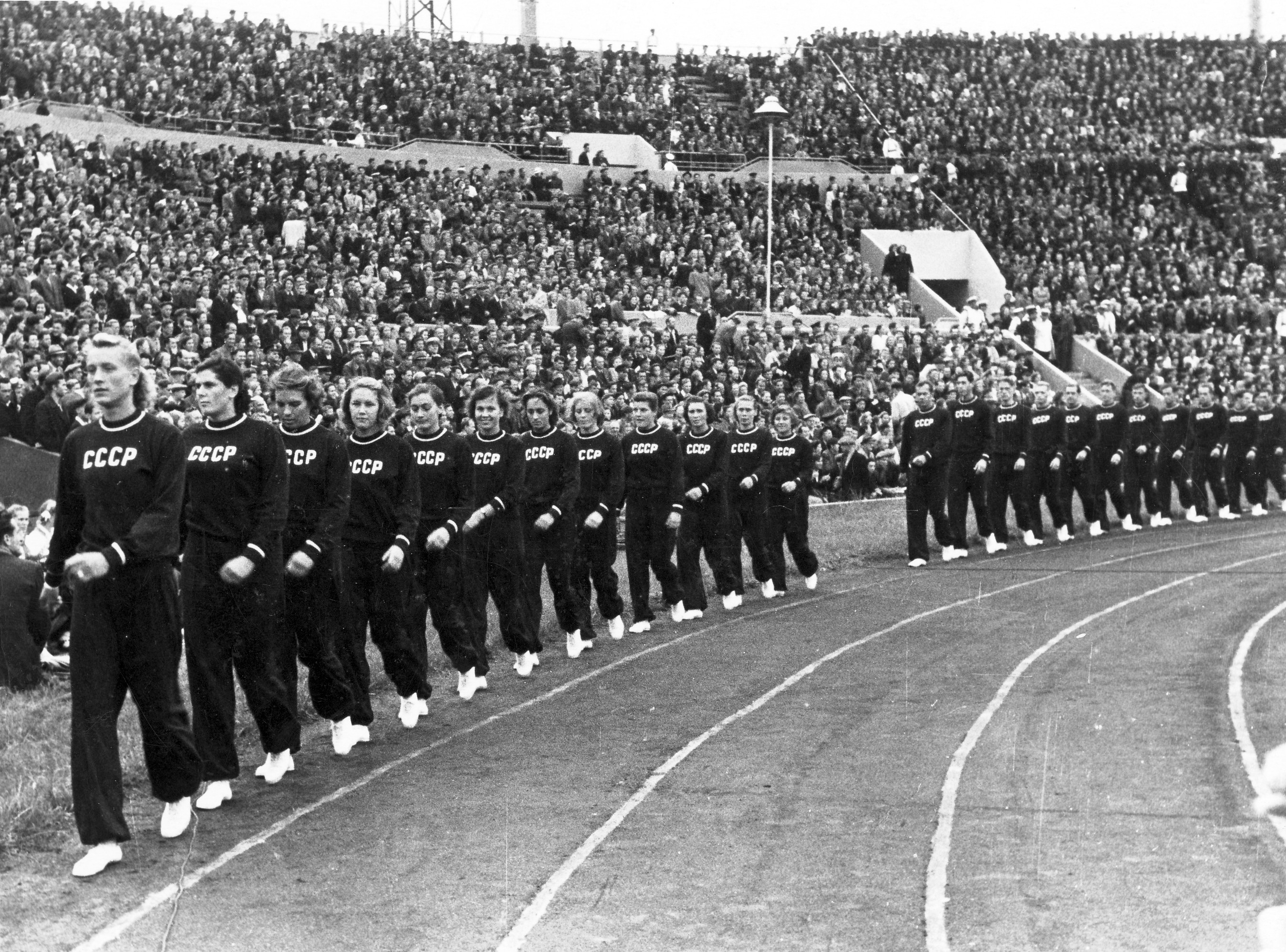
تیم ملی شوروی در قهرمانی مردان جهان ۱۹۵۲

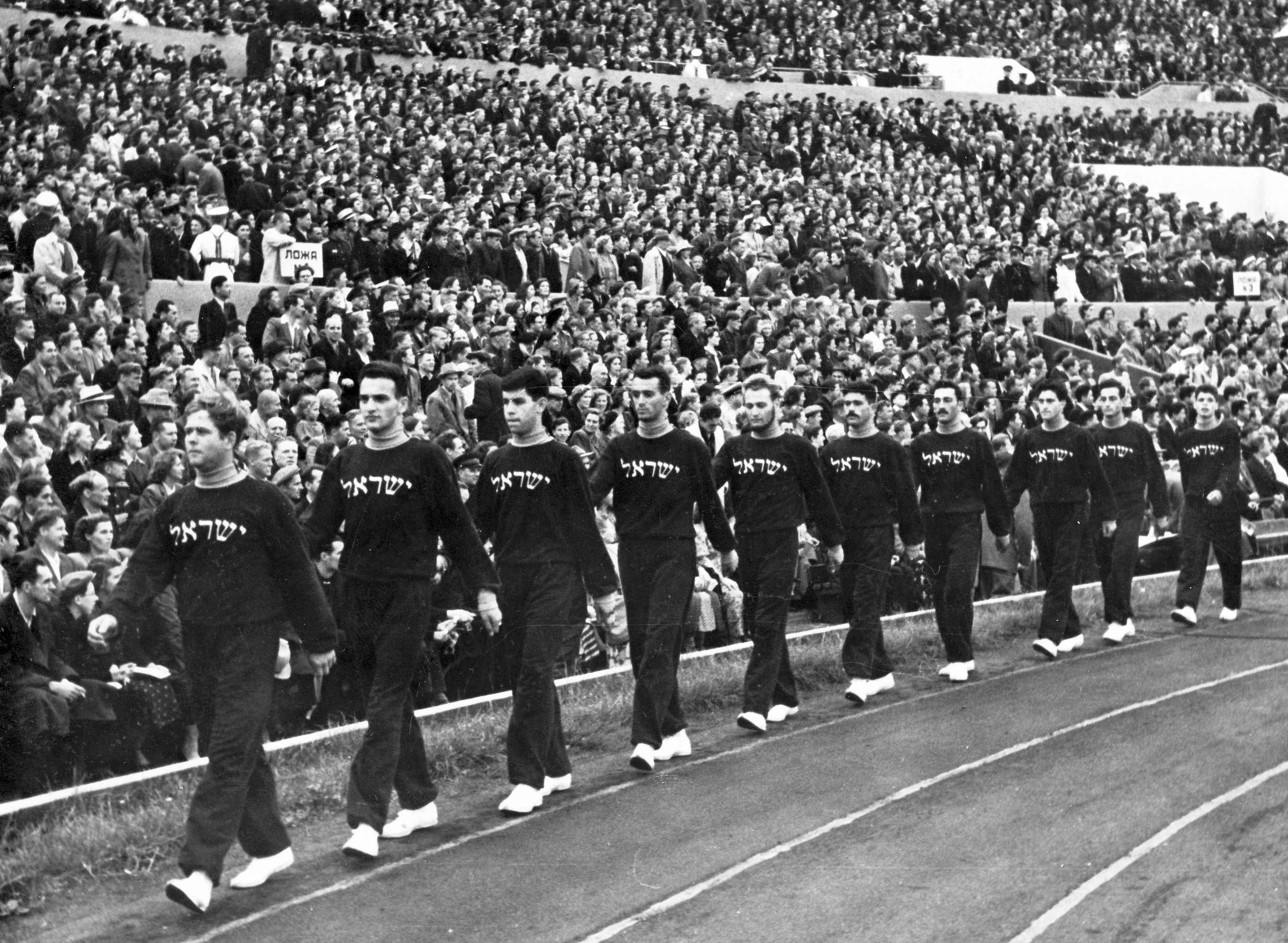
تیم ملی اسرائیل در قهرمانی مردان جهان ۱۹۵۲

| رتبه | تیم                |
| ---- | ------------------ |
| 1    | اتحاد جماهیر شوروی |
| 2    | چکسلواکی           |
| 3    | بلغارستان          |
| ۴    | رومانی             |
| ۵    | مجارستان           |
| ۶    | فرانسه             |
| ۷    | لهستان             |
| ۸    | هند                |
| ۹    | لبنان              |
| ۱۰   | اسرائیل            |
| ۱۱   | فنلاند             |

| قهرمان مردان جهان ۱۹۵۲             |
| ---------------------------------- |
| · اتحاد جماهیر شوروی · دومین عنوان |